# Psychiatrisch Ziekenhuis Franeker

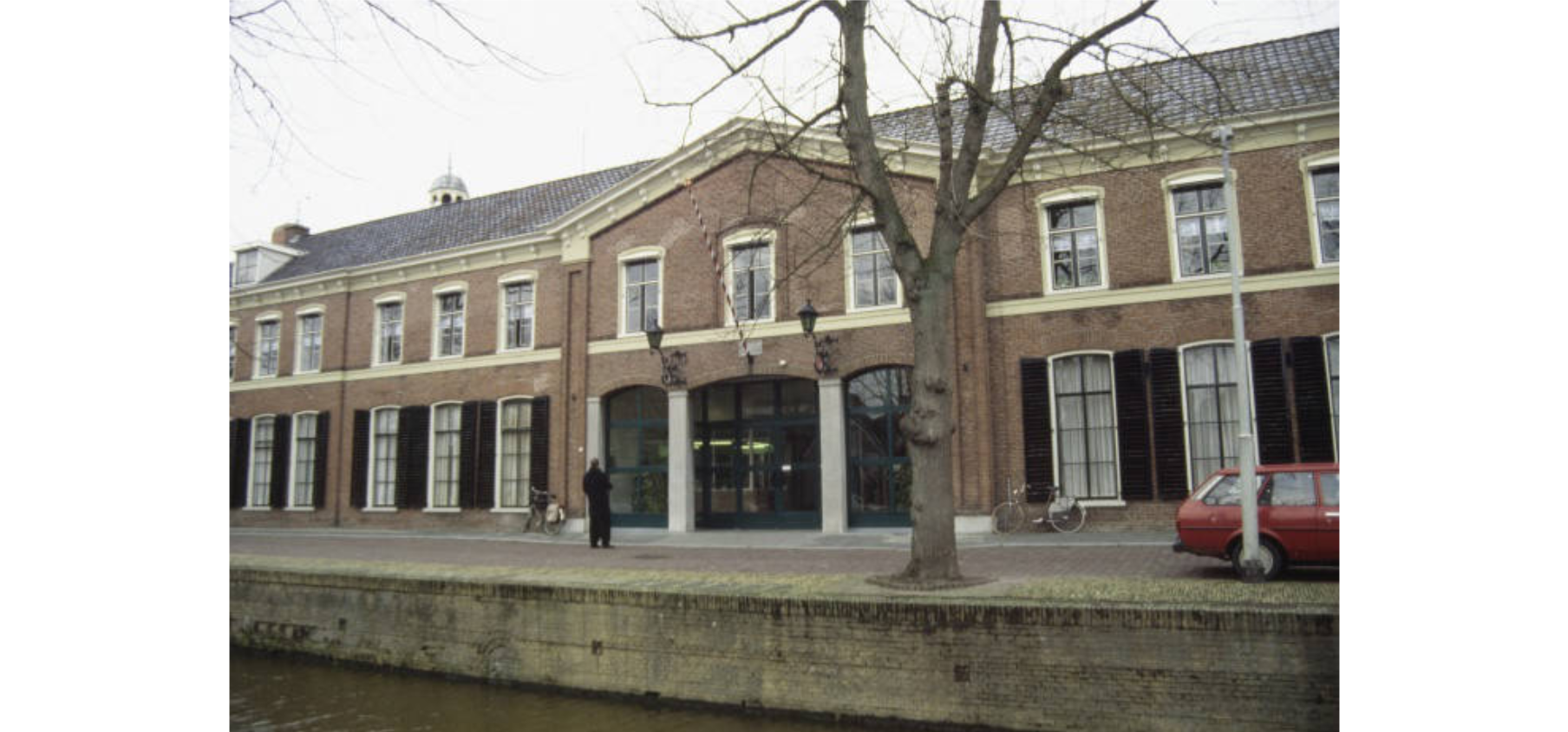
Voormalig hoofdgebouw van het Psychiatrisch Ziekenhuis in de binnenstad van Franeker

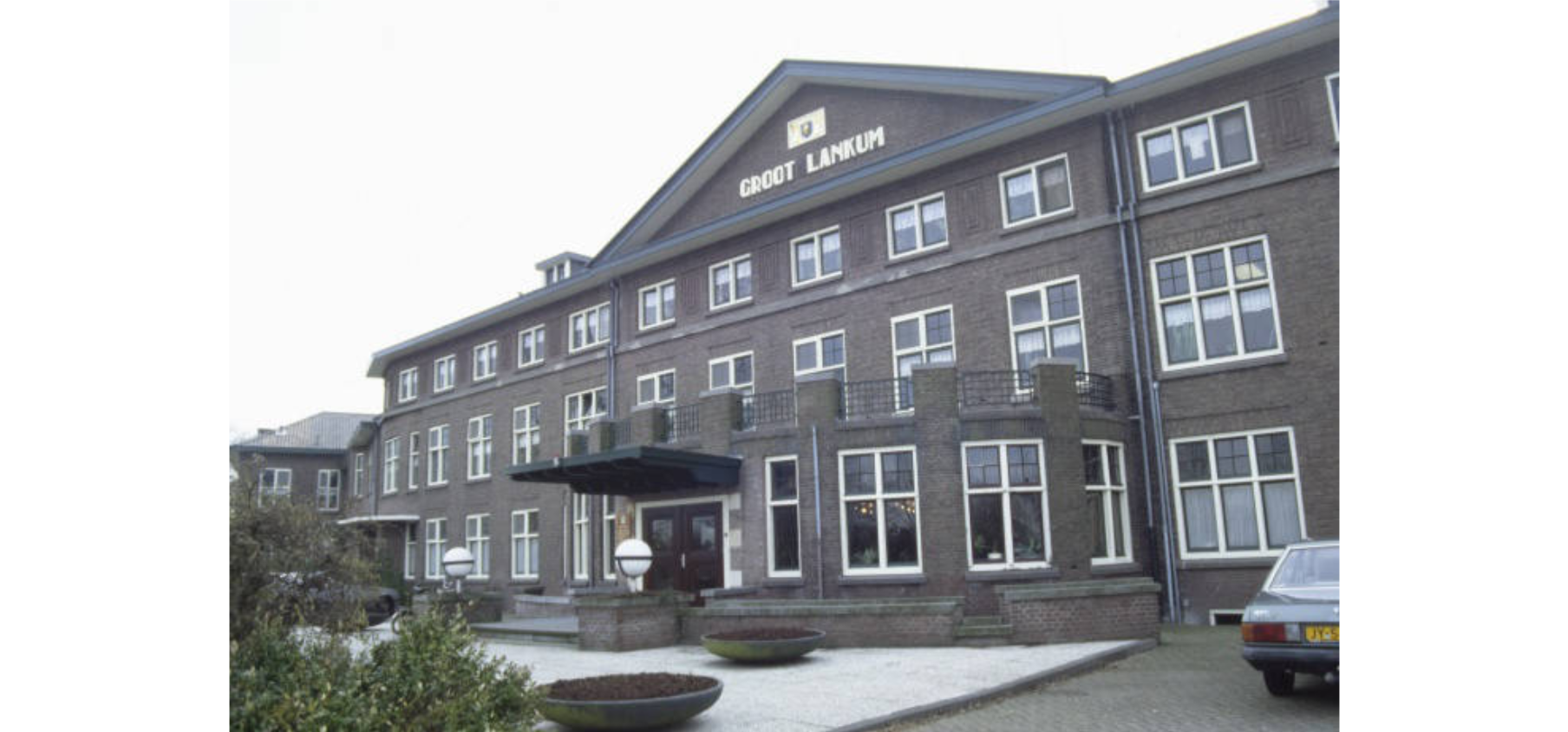
Groot Lankum, voormalig hoofdgebouw buitenlocatie

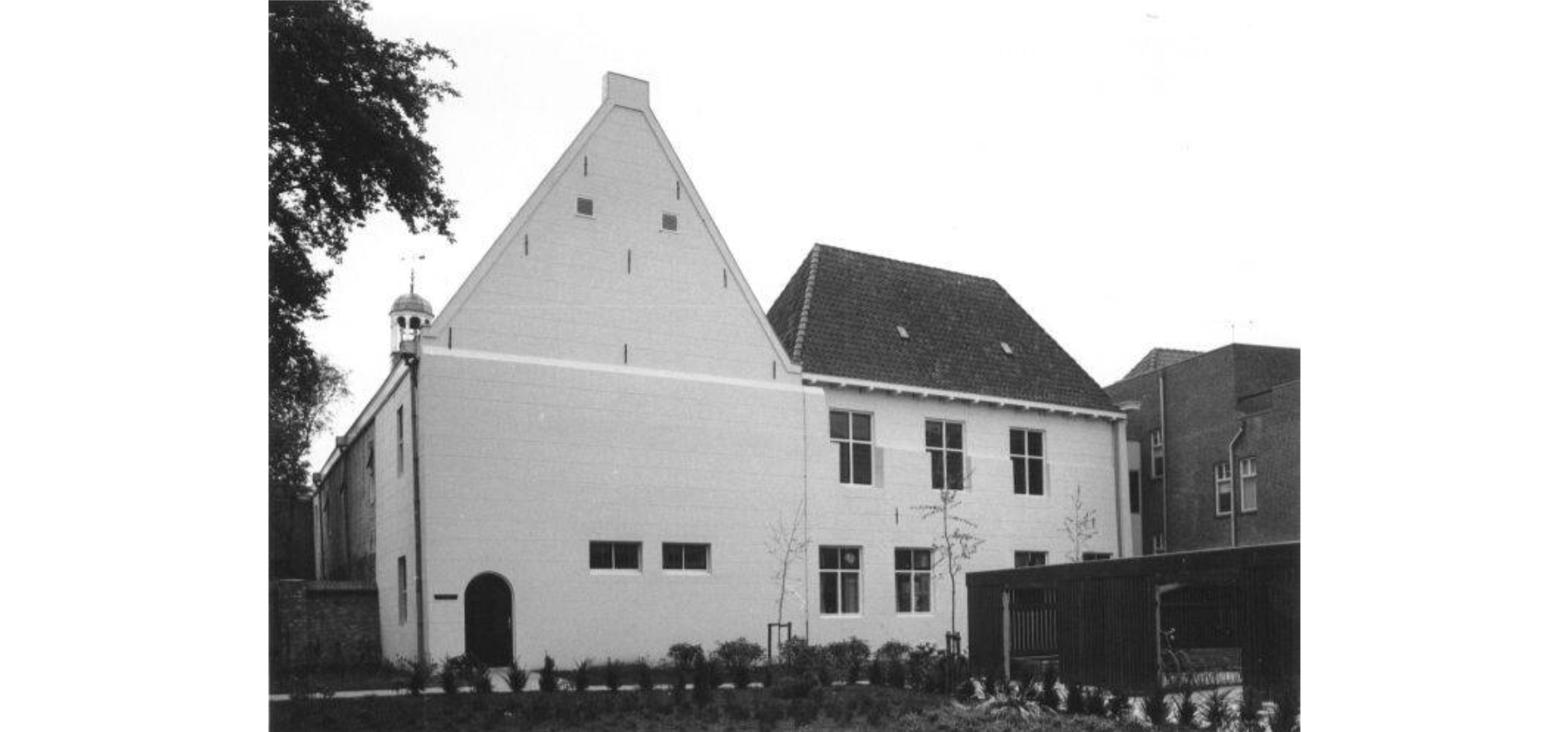
Aanbouw Psychiatrisch Ziekenhuis Franeker bij oud pand Franeker Academie

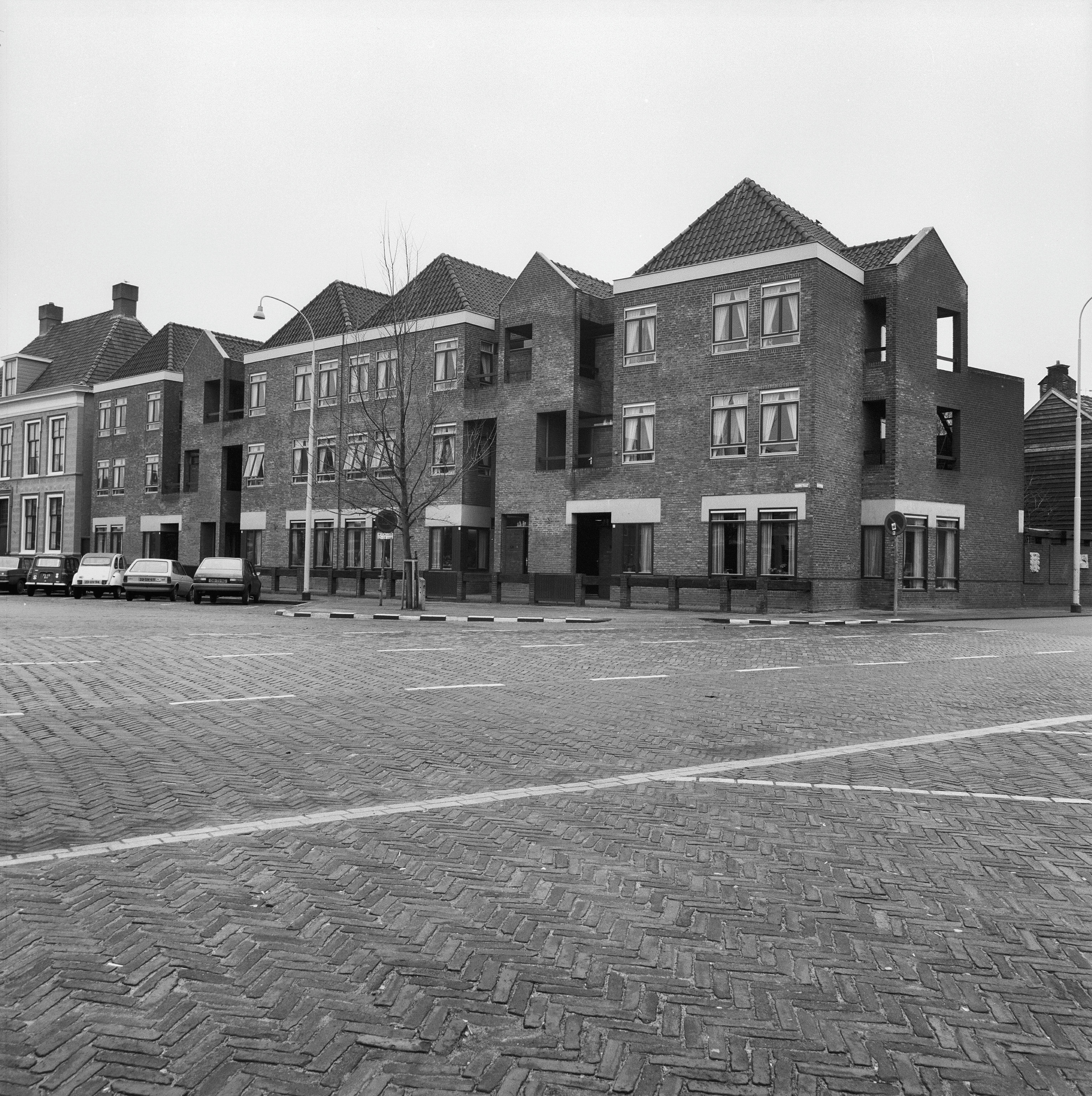
Panden Voorstraat hoek Vijverstraat

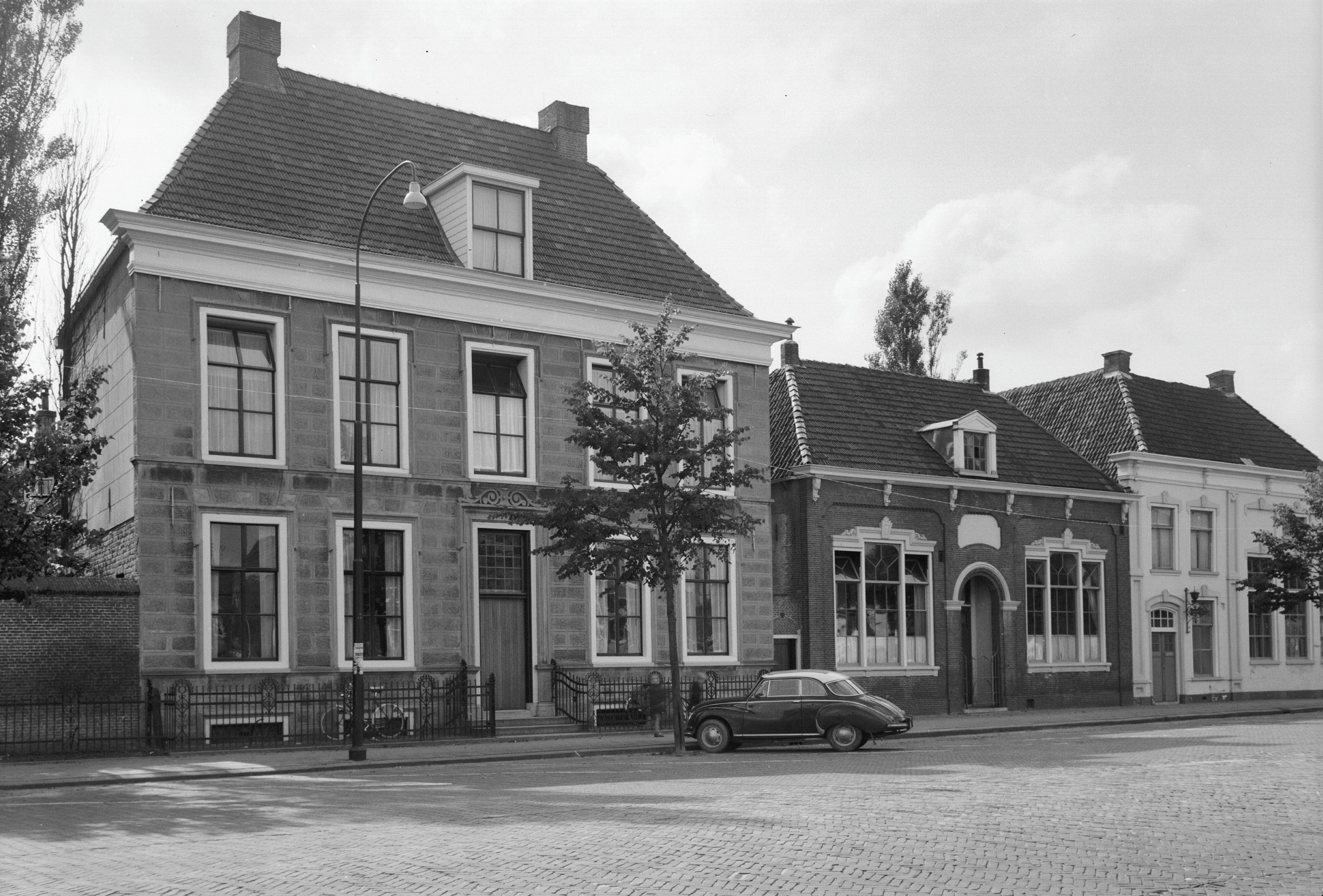
Hottingahuis met de nog oude naastliggende bebouwing

Het Psychiatrisch Ziekenhuis Franeker (afgekort PZF) was van 1848 tot 1997 een psychiatrisch ziekenhuis in de Friese stad Franeker. In 1997 fuseerde het PZF met het Algemeen Psychiatrisch Ziekenhuis Zuid-Oost Friesland, RIAGG Friesland, RIBW Friesland en Kinder- en Jeugd Psychiatrisch Centrum Het Groene Hart tot GGZ Friesland.

## Geschiedenis
De geschiedenis van de psychiatrische zorg in Friesland is nauw verbonden met de stad Franeker. In 1848 besloot het provinciebestuur van Friesland om in de academiegebouwen van de voormalige Universiteit van Franeker (tot 1845 nog in gebruik als het Rijksathenaeum te Franeker) psychiatrische patiënten onder te brengen. Op 31 maart 1851 arriveerden de eerste bewoners (18 mannen en 9 vrouwen), afkomstig uit het Sint Elisabeth Gesticht in de stad Deventer, waar Friese 'krankzinnigen' tot dan toe verzorgd werden. Dit was het begin van meer dan anderhalve eeuw psychiatrische zorg in het centrum van Franeker.

### Academie Gasthuis
De eerste 25 jaar werden de 'patiënten' in de inrichting min of meer opgesloten. Contact met de rest van de samenleving in Franeker was er op dat moment niet of nauwelijks. Inwoners van Franeker zagen slechts dat patiënten af en toe werkzaam waren op een van de akkers buiten de stad. En een enkeling werkte overdag voor een baas in de stad.
Na 25 jaar kwam aan deze afzondering een einde. Een eerste stap hierin was het instellen van bezoekuren voor de familie en bekenden van de patiënten. Tot dusver was dit niet mogelijk geweest. Daarnaast werden er enkele bijeenkomsten georganiseerd in het Academie Gasthuis, de toenmalige locatie van het Psychiatrisch Ziekenhuis te Franeker (PZF).
Het complex Academie Gasthuis werd in 1891 uitgebreid tot aan de Voorstraat door de ingebruikname van het Hottingahuis. Het hiernaast gelegen schooltje en onderwijzerswoning op nummer 77 en 79 en het armenhuis werd er eveneens bijgetrokken. In 1971 is een groot gedeelte door nieuwbouw vervangen. In 1960 werd de kerk de Doopsgezinde Vermaning op de Voorstraat 71 aangekocht. De kerk werd gebruikt als opslagruimte en werd in 1978 afgebroken om plaats te bieden aan een revalidatiecentrum. In 2014 is een deel langs de Vijverstraat afgebroken en vervangen voor een zorgcomplex.

### Groot Lankum
Geneeskundig-directeur Lammerts van Bueren, die gedurende de eerste 25 jaar aan het ziekenhuis leiding gaf, begon al met de plannen van een verblijfplaats buiten de stad. Dit omdat veel van de patiënten uit een landbouwomgeving kwamen. Om deze reden werd in 1901 boerderij Nieuw-Lankum gekocht. Deze boerderij lag ten westen van de stad Franeker. De aankoop van de boerderij droeg weer bij aan de bekendheid van het PZF onder de Franeker bevolking. Vanaf dit moment gingen er steeds meer patiënten lopend of per wagen van het Academie Gasthuis naar de boerderij om in de akkers te werken. De boerderij, kop-halsrompboerderij met een 18de-eeuws voorhuis, werd uitgebreid door de aankoop van de naastliggende woonhuizen Parkzicht en Bloemhof. In 1910 werd een nieuwe schuur gebouwd en in 1919 werd de boerderij 'De Uithof' aan het terrein toegevoegd.
Door commissaris van de koningin Pieter Albert Vincent van Harinxma thoe Slooten werd in 1928 de eerste steen gelegd voor Groot Lankum. Twee jaar later kon door hem de inrichting officieel geopend worden. Waar het Academie Gasthuis met de verschillende huiskamers een huiselijke sfeer had, was het nieuwe gebouw een echt ziekenhuis geworden. Dit door zijn lange gangen en vele zalen. Met de ingebruikname van Groot Lankum werd een nieuwe fase gestart. De patiënten werden uit de stad Franeker weggehaald. Rondom het PZF was er voldoende ruimte voor de patiënten om werkzaamheden op de akkers te gaan doen.
In 1932 werd Huize Griend, bestemd voor de directeur gebouwd. In 1978 werd het hoofdgebouw uitgebreid met een vleugel.

### Oorlog
In 1935 werd Jacobus Cornelis van Andel aangesteld als geneeskundig-directeur. In dit jaar werd ook de naam officieel 'Psychiatrische Inrichting'. Tot die tijd werd er gesproken van een geneeskundig gesticht. Op 10 mei 1940 brak de Tweede Wereldoorlog uit in Nederland en dit had ook voor Franeker gevolgen. Twee maanden na het uitbreken van de oorlog op 30 juni 1940 vielen er bij Kie, een streek op een paar honderd meter afstand van het PZF, bommen in een weiland neer. Waarschijnlijk zijn deze losgelaten door een geallieerd vliegtuig dat ze onderweg naar Duitsland per ongeluk heeft laten vallen. De opluchting was groot toen bleek dat er op een paar gesprongen ramen na geen schade was. Zelfs de koeien waren niet geraakt door de rondvliegende scherven.
Dit was voor het bestuur van het Psychiatrisch Ziekenhuis echter wel aanleiding om voorzorgsmaatregelen te gaan treffen. Het besef van het gevaar van de oorlog kwam en het bestuur liet schuilkelders aanleggen en schafte een fornuis met enorm grote ketels aan. Dat deze later in de oorlog van groot belang zouden worden wist men toen nog niet.
De inrichting werd later in de oorlog een opvang voor verschillende hulpbehoevenden. Zo vonden 500 patiënten en personeel van het Psychiatrisch Ziekenhuis Vogelenzang uit Bennebroek vanaf 1943 onderdak in Franeker nadat de bezetter hun gebouw had gevorderd. In 1945 was dit nogmaals het geval voor 150 Haagse hongerkinderen en 528 patiënten en personeel uit het gesticht Dennenoord in Zuidlaren. Ook zij moesten hun onderkomen verlaten omdat de Duitsers hun gebouw vorderde.
Van Andel had destijds met zijn personeel een zware klus aan het onderhouden van 5.000 mensen in een inrichting die oorspronkelijk gemaakt was voor 700 mensen. Uiteindelijk stief ongeveer 10% van de evacués door voornamelijk dysenterie en tuberculose. Dit door de slechte leefomstandigheden in deze zware periode.

### Wederopbouw
Na de oorlog moest Nederland herstellen van een zware periode. Alles moest weer opnieuw georganiseerd worden. Het PZF veranderde zijn werkwijze in deze periode. De massale behandeling verdween meer en meer. Er kwam steeds meer oog voor het kleine probleem van de ene patiënt. De hiërarchische verhoudingen worden herzien. In deze periode werd er ook hard gewerkt aan nieuwe bouwkundige voorzieningen. Het Academie Gasthuis was zwaar verouderd en de toename aan patiënten zorgde voor een gebrek aan capaciteit. Hierdoor werden steeds vaker patiënten geweigerd. Uiteindelijk werd in augustus 1956 begonnen aan de bouw van de nieuwe accommodatie.
Een mijlpaal voor het PZF is op 5 juni 1974. Op deze dag neemt het PZF het 'dorp' Lankwert op het terrein van Groot Lankum in gebruik. Woonvoorzieningen op het terrein van Groot Lankum zijn tekenend voor het veranderende patroon in de psychiatrie. Alleen al de wijze waarop men zich in en rond deze woongelegenheden voortbewoog, soms ook op fiets en bromfiets, geeft dit weer. Bezoek- en uitgaansmogelijkheden werden in deze periode aanmerkelijk genormaliseerd.
In 1975 wijzigde de naam psychiatrische inrichting naar psychiatrisch ziekenhuis. 'Inrichting' was een te beladen woord geworden en dekte niet meer de volledige gang van zaken. In 1989 beschikte het ziekenhuis over 571 bedden, waarvan 33 tijdelijk.
In 1997 fuseerde het PZF met het Algemeen Psychiatrisch Ziekenhuis Zuid-Oost Friesland, RIAGG Friesland, RIBW Friesland en Kinder- en Jeugd Psychiatrisch Centrum Het Groene Hart. Het Groene Hart bestond in 1994 niet meer, het is verhuisd naar nieuw gebouw in een nieuwbouwwijk in Leeuwarden onder de naam Swing. Daarmee ontstond het conglomeraat Stichting GGZ Friesland. Het oorspronkelijke gebouw van Groot Lankum is in 2016 verbouwd tot appartementen. GGZ Friesland dwong hierbij de nieuwe eigenaar de naam Groot Lankum niet te gebruiken, waarna de eigenaar het gebouw Kening State heeft genoemd. De nabijgelegen gebouwen zijn in gebruik door GGZ Friesland als Groot Lankum. Hier is onder meer een verblijfsafdeling voor forensische psychiatrie en voor schizofreniepatiënten gevestigd.
In 2017 werd de van Andelwandelroute geopend tussen het Academie Gasthuis en Groot Lankum ter ere van Jacobus Cornelis van Andel.